# Адолф Тиер
Луи Адолф Тиер (на френски: Louis-Adolphe Thiers, 16 април 1797 - 3 септември 1877) е френски политик и историк.
Тиер е министър-председател под управлението на крал Луи-Филип. След края на Втората империя отново се прочува като френския водач, който потиска революционната дейност на Парижката комуна през 1871.
От 1871 до 1873 Тиер служи като глава на държавата (всъщност временен президент на Франция). След вот на недоверие той е принуден да си подаде оставката. Тиер е заменен от Патрис дьо Мак Махон, дук дьо Мажента, който вече не е временен, а пълен президент на Републиката през 1875, когато няколко конституционни закона официално създават Третата република.